# NGC 6439
NGC 6439 је планетарна маглина у сазвежђу Стрелац која се налази на NGC листи објеката дубоког неба.
Деклинација објекта је - 16° 28' 44" а ректасцензија 17h 48m 19,8s. Привидна величина (магнитуда) објекта NGC 6439 износи 12,6 а фотографска магнитуда 13,8. NGC 6439 је још познат и под ознакама PK 11+5.1, CS=18.5.